# José Machado Pais
José Machado Pais (Lisboa, 4 de Setembro de 1953) é um cientista social e professor universitário português. É licenciado em Economia e doutorado em Sociologia, é Investigador Coordenador do Instituto de Ciências Sociais da Universidade de Lisboa e Professor Catedrático Convidado do ISCTE/Instituto Universitário de Lisboa. Foi Professor Visitante em várias universidades europeias e sul-americanas. Coordenou o Observatório Permanente da Juventude Portuguesa e o Observatório das Atividades Culturais. Foi consultor da União Europeia e do Conselho da Europa e Vice-presidente do Youth Directorate of the Council of Europe. Foi Director da revista Análise Social e da editora Imprensa de Ciências Sociais. Foi também Vice-Presidente da Associação Internacional de Ciências Sociais e Humanas de Língua Portuguesa. Em 2003, recebeu o Prémio Gulbenkian de Ciências Sociais e, em 2012, o Prémio ERICS (Prémio Estímulo e Reconhecimento da Internacionalização em Ciências Sociais). Foi Subdiretor do Instituto de Ciências Sociais da Universidade de Lisboa e membro do Senado da Universidade de Lisboa.
Tem dirigido projetos internacionais em vários domínios das Ciências Sociais e publicado em revistas internacionais de referência, como: Análise Social, Cadernos de Pesquisa; Educação & Sociedade; Espaces et Sociétés; Estudos Avançados (USP) ; Ethnography; Etnográfica; International Social Science Journal; Journal of Education Policy; Journal of Youth Sdudies; Leisure Studies; Margem (PUC-SP); Pensamiento Iberoamericano; Revista Brasileira de Educação; Revista Brasileira de Sociologia; Revista de Ciências Sociais (UFC); Revista de Estudios de Juventud (Madrid); Revista Iberoamericana de Juventud; Revista Salud Pública de México; Saúde e Sociedade (USP); Sociétés; Tempo Social (USP); Sociologia, Problemas e Práticas; World Leisure & Recreation; World Leisure Journal. 
Publicou mais de 40 livros - 13 de autoria individual - de entre os quais se destacam: A Prostituição e a Lisboa Boémia (Lisboa, 1985, 2008); Artes de Amar da Burguesia (Lisboa,1986, 2006); Culturas Juvenis (Lisboa, 1993, 1995, 2003); Consciência Histórica e Identidade (Oeiras, 1999); Sousa Martins e suas Memórias Sociais: Sociologia de uma Crença Popular (1994); Sociologia da Vida Quotidiana (Lisboa,
2002, 2004, 2007, 2010, 2012; 2015); Ganchos, Tachos e Biscates. Jovens, Trabalho e Futuro (Porto, 2001, 2003, 2005); Vida Cotidiana: Enigmas e Revelações (São Paulo, Cortez, 2005);  Chollos, Chapuzas, Changas. Jóvenes, Trabajo Precário y Futuro (Barcelona, Anthropos, 2007); Nos Rastos da Solidão (Porto, 2006, 2007); Lufa-lufa Quotidiana. Ensaios sobre Cidade, Cultura e Vida Urbana (Lisboa, 2010); Sexualidade e Afetos Juvenis (Lisboa, 2012); Enredos Sexuais, Tradição e Mudança: As Mães, os Zecas, e as Sedutoras do Além-Mar (Lisboa, 2016).

## Obras
Lista incompleta de obras:
Livro Autor
-Pais,
J. M. (2012). Sexualidades e afectos juvenis.
Lisboa: Imprensa de Ciências Sociais 
-Pais,
J. M. (2010). Lufa-Lufa Quotidiana: Ensaios sobre Cidade,
Cultura e Vida Urbana. Lisboa: Imprensa de Ciências Sociais 
-Pais,
J. M. (2007). Chollos, Chapuzas, Changas - Jóvenes, Trabajo
Precário y Futuro. Barcelona: Anthropos 
-Pais,
J. M. (2006). Nos Rastos da Solidão. Deambulações
Sociológicas. Porto: Âmbar 
-Pais,
J. M. (2004). Condutas de Risco, Práticas Culturais e
Atitudes Perante o Corpo: Inquérito aos Jovens Portugueses. Oeiras:
Celta 
-Pais,
J. M. (2004). Tribos Urbanas. Produção Artística e
Identidades. Lisboa: Imprensa de Ciências Sociais 
-Pais,
J. M. (2004). Tribos Urbanas. São Paulo:
Annablume
-Pais,
J. M. (2003). Vida Cotidiana: Enigmas e Revelações.
São Paulo: Cortez
-Pais,
J. M. (2002). Sociologia da Vida Quotidiana. Teorias,
Métodos e Estudos de Caso. Lisboa: Imprensa de Ciências Sociais 
-Pais,
J. M. (2001). Religião e Bioética. Atitudes Sociais dos
Portugueses. Lisboa: ICS/ISSP 
-Pais,
J. M. (2001). Ganchos, Tachos e Biscates. Jovens, Trabalho e
Futuro. Porto: Ambar 
-Pais,
J. M. (1999). Gerações e Valores na Sociedade Portuguesa
Contemporânea. Lisboa: SEJ/ICS 
-Pais,
J. M. (1999). Traços e Riscos de Vida. Uma Aproximação
Qualitativa a Modos de Vida Juvenis. Porto: Ambar 
-Pais,
J. M. (1999). Consciência Histórica e Identidade - Os Jovens
Portugueses num Contexto Europeu. Lisboa: SEJ/CELTA 
-Pais,
J. M. (1996). Jovens de Hoje e de Aqui. Resultados do
Inquérito à Juventude do Concelho de Loures. Loures: Câmara
Municipal de Loures
-Pais,
J. M. (1995). Inquérito aos Artistas Jovens Portugueses.
Lisboa: Instituto de Ciências Sociais da Universidade de Lisboa 
-Pais,
J. M. (1994). Práticas Culturais dos Lisboetas.
Lisboa: Instituto de Ciências Sociais da Universidade de Lisboa 
-Pais,
J. M. (1994). Sousa Martins e suas Memórias Sociais.
Sociologia de uma Crença Popular. Lisboa: Gradiva
-Pais,
J. M. (1993). Culturas Juvenis. Lisboa: Imprensa
Nacional-Casa da Moeda 
-Nunes,
João Sedas, Pais, J. M., Schmidt, L. (1989). Juventude Portuguesa - A
Convivialidade e a Relação com os Outros. Lisboa: IJ/ICS-UL
-Pais,
J. M. (1989). Juventude Portuguesa. Situações, Problemas,
Aspirações. Lisboa: Instituto da Juventude e Instituto de Ciências
Sociais da Universidade de Lisboa
-Pais,
J. M. (1989). Juventude Portuguesa. Situações, Problemas,
Aspirações - A Convivialidade e a Relação com os Outros. Lisboa:
Instituto da Juventude e Instituto de Ciências Sociais da Universidade de
Lisboa
-Nunes,
João Sedas, Pais, J. M., Schmidt, L. (1988). Juventude Portuguesa -
Resultados Globais. Lisboa: IJ/ICS-UL
-Pais,
J. M. (1986). Artes de Amar da Burguesia. A Imagem da Mulher
e os Rituais de Galanteria nos Meios Burgueses do Séc. XIX em Portugal.
Lisboa: Instituto de Ciências Sociais da Universidade de Lisboa 
-Pais,
J. M. (1985). A Prostituição e a Lisboa Boémia do séc. XIX
aos Inícios do séc. XX. Lisboa: Editorial Querco
Organizador Livro / Revista
-Almeida,
M. I. M., Pais, J. M. (Eds.). (2013). Criatividade &
Profissionalização: jovens, subjectividades e horizontes profissionais.
Lisboa: Imprensa de Ciências Sociais.
-Cardoso,
J. L., Magalhães, P. C., Pais, J. M. (Eds.). (2013). Portugal social de A a Z: temas em aberto. Lisboa:
Expresso / ICS.
-Pais,
J. M., Almeida, Maria Isabel Mendes de (Eds.). (2012). Criatividade, juventude e novos horizontes profissionais.
Rio de Janeiro: Zahar.
-Pais,
J. M., Ferreira, V. S., Bendit, René (Eds.). (2011). Jovens e rumos. Lisboa: Imprensa de Ciências Sociais.
-Pais,
J. M., Maria de Lourdes Lima dos Santos (Eds.). (2010). Novos Trilhos Culturais: Práticas e Políticas. Lisboa:
Imprensa de Ciências Sociais.
-Pais,
J. M., Ferreira, V. S. (Eds.). (2010). Tempos e transições de vida:
Portugal ao espelho da Europa. Lisboa: ICS.
-Pais,
J. M., Carvalho, Clara, Gusmão, Neusa Maria Mendes de (Eds.). (2008). O visual e o quotidiano: imagens e revelações. Lisboa:
Imprensa de Ciências Sociais.
-Pais,
J. M. (Eds.). (2004). Sonoridades
Luso-Afro-Brasileiras. Lisboa: Imprensa de Ciências Sociais.
-Pais, J. M. (Eds.). (2003). Families and Transitions in Europe: Survey Report of Young Adults
in Education and Training Institutions. Ulster: University of Ulster.
-Pais,
J. M. (Eds.). (2003). Quotidianos. [Número Especial]. Trajectos - Revista de Comunicação, Cultura e Educação. 3.
-Pais, J. M. (Eds.). (2002). Misleading Trajectories. Integration Policies for Young Adults in
Europe?. Alemanha: Leske+Budrich.
-Pais,
J. M., Cabral, M. V., Vala, J. (Eds.). (2001). Religião
e Bioética. Lisboa: Imprensa de Ciências Sociais.
-Pais,
J. M. (Eds.). (2000). Atitudes e Práticas Religiosas
dos Portugueses: Base de Dados 2. Lisboa: ICS/ISSP.
-Pais, J. M. (Eds.). (2000). Romania National Youth Policy. Budapest: European
Steering Committee for Youth (CDEJ), Conselho da Europa.
-Pais,
J. M. (Eds.). (2000). As Pessoas que Moram nos
Alunos. Ser Jovem, Hoje, na Escola Portuguesa. Porto: Edições ASA.
-Cabral,
M. V., Pais, J. M. (Eds.). (1998). Jovens Portugueses de Hoje.
Oeiras: Celta Editora.
-Pais, J. M. (Eds.). (1998). European Youth Trends 1998 (em colaboração), Report by the
National Youth Research Correspondents. CEJ/ RECHERCHE, Council of Europe.
-Pais,
J. M. (Eds.). (1997). La Jeunesse Scolarisée en
Europe (em colaboração), Documents et Travaux de Recherches en Education.
Paris: Institut National de Recherche Pédagogique.
-Pais, J. M. (Eds.). (1997). The Contribution of Community Action Programmes in the Fields of
Education, Training and Youth to the Development of Citizenship with a European
Dimension (em colaboração). Milano:
IARD, Instituto di Ricerca.
-Pais,
J. M. (Eds.). (1994). Jovens Europeus.
Lisboa: Instituto Português da Juventude e Instituto de Ciências Sociais da
Universidade de Lisboa.
Capítulos de Livros
-Pais,
J. M. (2014). De uma geração rasca a uma geração à rasca: jovens em contexto de
crise. In Carrano, P., Fávero, O. (Eds.), Narrativas juvenis e espaços
públicos: olhares de pesquisas em educação, mídia e ciências sociais (pp.
71-95). Niterói: Editora da UFF
-Pais,
J. M. (2014). As tramas da criatividade na produção artesanal da sociologia. In
Blass, L. M. da S. (Eds.),Imaterial e construção de
saberes (pp. 45-66). São Paulo: EDUC 
-Pais,
J. M. (2013). O mundo em quadradinhos: o agir da obliquidade. In Almeida, M. I.
M. de, Pais, J. M. (Eds.),Criatividade &
Profissionalizaçãojovens, subjectividades e horizontes profissionais (pp.
125-161). Lisboa: Imprensa de Ciências Sociais
-Pais,
J. M. (2013). Idades, identidades e solidão. In Carvalho, A. D. de (Eds.), A solidão nos limiares da pessoa e da solidariedade (pp.
175-183). Porto: Afrontamento
-Pais,
J. M. (2013). Kitsch. In Cardoso, J. L., Magalhães, P. e Pais, J. M. (Eds.), Portugal social de A a Z: temas em aberto (pp.
130-138). Lisboa: Expresso / ICS
-Pais,
J. M. (2013). Das casas de família às casas de alterne: em Trás-os-Montes com
Manuel Villaverde Cabral. In Silva, P. A., Silva, F. C. (Eds.), Ciências sociais: vocação e profissão. Homenagem a Manuel
Villaverde Cabral (pp. 331-356). Lisboa: Imprensa de Ciências
Sociais
-Pais, J. M. (2012). Decipherings of the social:
"my home is a world", (the homeless). In Tomasi, L. (Eds.),Sociology: the "new" language (pp.
77-119). Milano: Franco Angeli
-Pais,
J. M. (2012). A máquina de pensar. In. Diafanias do mundo: homenagem a
Mário Ferreira Lages (pp. 293-299). Lisboa: Universidade
Católica
-Pais,
J. M. (2012). O mundo em quadrinhos: o agir da obliquidade. In Almeida, M. I.
M. e Pais, J. M. (Eds.),Criatividade, juventude e novos
horizontes profissionais (pp. 143-185). Rio de Janeiro: Zahar
-Pais,
J. M. (2011). Culturas juvenis e marginalidade. In Xavier, J B (Eds.), Arte e delinquência (pp. 83-93). Lisboa: Fundação
Calouste Gulbenkian
-Pais,
J. M. (2010). Cursos de vida, padronizações e distrimias. In Pais, José Machado
e Ferreira, Vítor Sérgio (Eds.), Tempos e transições de vida: Portugal
ao espelho da Europa (pp. 19-35). Lisboa: ICS
-Pais, J. M. (2010). One day I'll be a tourist in my
own city. In Bruno Pelucca (Eds.), Progetto e Territorio la Via Portoghese (pp.
15-20). Firenze: Alinea Editrice
-Pais,
J. M. (2010). Fases de vida y futuros incertos: normatividades y tensiones. In
Oriol Romani (Eds.),Jóvenes y riesgos: "¿Unas relaciones
ineludibles? (pp. 46-59). Barcelona: Ediciones Bellaterra
-Rosa,
Gisela Ramos, Pais, J. M. (2009). Zona J: de uma Estética do Consumo a uma
Estética do Crime. In Inês Assunção de Castro Teixeira, José de Sousa Miguel
Lopes e Juarez Dayrell (Eds.), A Juventude Vai ao Cinema(pp.
87-104). Belo Horizonte: Autêntica Editora
-Pais, J. M. (2008). Young people, citizenship and
leisure. In René Bendit e Marina Hahn-Bleibtreu (Eds.), Youth Transitions - Processes of social inclusion and patterns of
vulnerability in a globalised world (pp. 227-243). Leverkusen:
Barbara Budrich Publishers Opladen & Farmington Hills
-Pais, J. M.
(2008). "Escolas do diabo": questionando
a violência. In Villaverde, Manuel, Wall, Karin, Aboim, Sofia e Silva, Filipe
Carreira da (Eds.), Itinerários: A Investigação nos
25 Anos do ICS (pp. 477-497). Lisboa: Imprensa de Ciências
Sociais 
-Pais,
J. M. (2008). Jóvenes, ciudadanía y ócio. In René Bendit, Marina Hahn e Ana
Miranda (Eds.), Los Jóvenes y el Futuro: procesos de inclusión
social y patrones de vulnerabilidad en el mundo global (pp.
275-298). Buenos Aires: Prometeo Libros
-Pais,
J. M. (2008). Culturas de Grupo. In Mário Ferreira Lages e Artur Teodoro de
Matos (Eds.), Recursos de Interculturalidade. Contextos e
Dinâmicas (pp. 207-255). Lisboa: Alto-Comissário para a
Imigração e Diálogo Intercultural
-Pais,
J. M. (2006). Bandas de Garagem e Identidades Juvenis. In Costa, Márcia Regina
da e Silva, Elisabeth Mrilho da (Eds.), Sociabilidade Juvenil e Cultura
Urbana. São Paulo: Editora PUC-SP/EDUC
-Pais, J. M. (2006). Learning Biographies: case studies
into dimensions and prerequisites of competence development. In Andreas
Walther, Manuela du Bis-Reymond e Andy Biggart (Eds.), Participation in Transition. Motivation of Young Adults in Europe
for Learning and Working (pp. 177-203). Frankfurt, Berlin,
Bern, Bruxelles, New York, Oxford, Wien: Peter Lang
-Pais,
J. M. (2006). Buscas de si: expressividades e identidades Juvenis. In Almeida,
Maria Isabel Mendes de e Eugénio, Fernanda (Eds.), Culturas Juvenis. Novos Mapas de Afecto (pp.
7-24). Rio de Janeiro: Jorge Zahar Editor
-Pais,
J. M. (2006). O poder da linguagem no imaginário da sedução. In. Fortaleza:
Pontes
-Pais,
J. M., Ferreira, V. S. (2005). Teen Life in Portugal. In Shirley R. Steinberg (Eds.), Ten Life Around the World. Teen Life in Europe (pp.
185-2006). Westport, Connecticut / Londres: Greenwood Press
-Pais,
J. M. (2005). Jovens e Cidadania. In Isabel Menezes et al. (Eds.), Conhecimentos, Concepções e
Práticas de Cidadania dos Jovens Portugueses. Um Estudo Internacional (pp.
217-224). Lisboa: Direcção-Geral de Inovação e de Desenvolvimento Curricular
-Pais,
J. M. (2004). Grupos Juvenis: condutas e imagens. In José Machado Pais e Manuel
Villaverde Cabral (Eds.),Condutas de Risco, Práticas
Culturais e Atitudes Perante o Corpo. Inquérito aos Jovens Portugueses.
Oeiras: Celta
-Pais,
J. M. (2004). Jovens, bandas musicais e revivalismos tribais. In José Machado
Pais e Leila Maria Blass (Eds.), Tribos Urbanas. Produção
Artística e Idendidades (pp. 23-56). Lisboa: Imprensa de
Ciências Sociais
-Pais, J. M. (2003). Of roofs and knives: dilemmas of
recognising informal learning. In A. Walther and B. Stauber (Eds.), Lifelong Learning in Europe. Differences and Divisions (pp. 145-171). Neuling: Tübingen
-Pais, J. M. (2002). Praxes, graffitis, hip-hop. Movimientos y estilos juveniles en Portugal. In C.
Feixa, C. Costa, J. Pallarés (Eds.), Movimientos Juveniles en la
Península Ibérica. Graffitis, Grifotas, Okupas. Barcelona: Ariel
-Pais, J. M. (2002). Modernised Transitions and
Disadvantage Policies. In AAVV (Eds.), Misleading Trajectories.
Integration Policies for Young Adults in Europe?. Alemanha: Leske+Budrich
-Pais, J. M. (2001). Portugueses Research Into Youth
and Schooling. Tradition and Findings since 1985. In Hans Merkens e Jürgen
Zinnecker (Eds.), Jahrbuch Jugendforschung (pp.
313-342). Alemanha: Leske + Budrich
-Pais, J. M. (2001). Parking Cars for a Living: the
Symbolic Production of Marginality. In Andy Furlong e Irena Guidikova (Eds.), Transitions of Youth Citizenship in Europe: Culture, Subculture
and Identity (pp. 117-139). Strasbourg:
Council of Europe Publishing
-Pais,
J. M. (2000). Després dels clavells rojos. Moviments I estils juvenils a
Portugal. In Carles Feixa I Joan R. Saura (Eds.), Joves entre dos Mons. Moviments Juvenils a Europa I a l'Amèrica
Llatina (pp. 157-178). Catalunya: Universitat de Lleida
-Pais, J. M. (1999). Young Adults in Europe. New
Trajectories Between Youth and Adulthood. An Intercultural Outline of the
European Research Network EGRIS. In CYRCE (Eds.), European Yearbook for Youth and Research(pp. 61-88). Berlim/New York: De Gruyter
-Pais,
J. M. (1998). Gerações e Valores na Sociedade Portuguesa Contemporânea
(Introdução). In José Machado Pais (Eds.), Gerações e Valores na Sociedade
Portuguesa Contemporânea (pp. 17-58). Lisboa: Instituto de
Ciências Sociais/Secretaria de Estado da Juventude
-Pais,
J. M. (1998). Vida Amorosa e Sexual (Resultados de um Inquérito). In José
Machado Pais (Eds.), Gerações e Valores na Sociedade
Portuguesa Contemporânea (pp. 407-465). Lisboa: Instituto de
Ciências Sociais/Secretaria de Estado da Juventude
-Pais,
J. M. (1997). Historical Consciousness and Learning History Among
Portuguese Adolescents. In Magne Angvik and Bodo von Borries (Eds.), Youth and History. A Comparative Europeaan Survey on Historical
Consciousness and Political Attitudes Among Adolescents (pp.
328-336). Hamburg: Körber Foundation
-Pais,
J. M. (1997). El Futuro Es de todos por igual o de unos más que otros -
Culturas Juveniles, Ocios y Estilos de Vida. In José A. Younis (Eds.), Ni Diferentes ni Indiferentes: Los Jóvenes en el Mundo de Hoy (pp.
111-132). Maspalomas: Universidad de Verano de Maspalomas (Fundacion
Maspalomas), Gobierno de Canarias, Consejeria de Empl
-Pais, J. M. (1996). Erwachsenwerden mit Rückfahrkarte,
Übergänge, Biographische Scheidewwege und Sozialer Wandel in Portugal? In
Andreas Walther (Eds.), Junge Erwachsene in Europe.
Jenseits der Normalbiographie?(pp. 75-92). Opladen: Leska + Budrich
-Pais,
J. M. (1995). Existe uma cultura adolescente? In. Adolescência (pp. 36-54). Porto: Edinter
-Pais, J. M. (1995). Growing up on the EC periphery:
Portugal. In Lynne Chisholm, P. Krüger e M. du Bois-Raymond (Eds.), Growing Up in Europe (pp. 195-208). Berlin e New York: Gruyter
-Pais,
J. M. (1994). Percursos para a vida adulta num contexto de mudança social: o
caso ilustrativo de Portugal. In José Machado Pais (Eds.), Jovens Europeus, Estudos da Juventude (pp. 15-26).
Lisboa: Instituto Português da Juventude e Instituto de Ciências Sociais da
Universidade de Lisboa
-Pais, J. M. (1994). Leisure time and cultural
participation in three different contexts of Portugal. In Karin Blair (Eds.), Arts of Leisure: Multi-cultural Perspectives (pp.
117-148). Culemborg (The Netherlands): Giordano
Bruno
-Pais,
J. M. (1993). L'éthique du divertissement dans les cultures juveniles. In
Gilles Pronovost, Claudine Attias-Donfut et Nicole Samuel (Eds.), Temps Libre et Modernité. Mélanges en l'Honneur de Joffre
Dumazedier (pp. 293-303). Paris: Les Presses de L' Université
de Québec, Québec e L'Harmattan
-Pais, J. M. (1993). Soziale Veränderungen und
Mobilität in Europa: Neue Freizeitmuster junger Menschen". In W. Tokarsky
(Eds.), Freizeit im Neuen Europa (pp. 23-28). Aachen
(Germany): Edition Sport & Freizeit, Meyer & Meyer Verlag
-Pais,
J. M. (1990). Austeridade e moralismo dos padrões estéticos. In. Lisboa:
Publicações Alfa
-Pais,
J. M. (1990). A evolução do gosto, da moda e da beleza. In António Reis (Eds.), Portugal Contemporâneo (1910-1926). A fragilidade do Estado
Republicano. Os fracassos do liberalismo económico, um novo tema cultural.
Outros valores, outro quotidiano (pp. 337-342). Lisboa:
Publicações Alfa
-Pais,
J. M. (1989). Os Jovens e a Cidade. In. A Cidade em Portugal (pp.
65-92). Lisboa: Centro de Estudos dos Povos e Culturas de Expressão Portuguesa,
Universidade Católica Portuguesa
-Pais, J. M. (1989). Trends in Sports in Portugal. In
Kenneth Roberts e Teus J. Kamphorst (Eds.), Trends in Sports. A Multinational Perspective (pp. 261-276). Utrecht: Giordano Bruno,
Culemborg
-Pais,
J. M. (1987). Sexualidade e História. In Francisco Allen Gomes, Afonso de
Albuquerque e J. Silveira Nunes (Eds.), Sexologia em Portugal
(Sexualidade e Cultura). Lisboa: Texto Editora
Artigos em Revistas
-Pais,
J. M. (2015). Das nomeações às representações: os palavrões numa interpretação
inspirada por H. Lefebvre [From namings to representations: swear words in an
interpretation inspired by H. Lefebvre].Etnográfica Vol.
19, 2, 267-289. doi 10. 4000/etnografica. 4000. 
-Pais,
J. M. (2015). Deambulações cotidianas: a emergência de um método na observação
dos sem-teto [Everyday wanderings: the emergence of a method in observation of
the homeless]. Estudos de sociologia Vol. 1,
21, 35-72. 
-Pais,
J. M. (2013). O cotidiano e a prática artesanal da pesquisa. Revista Brasileira de Sociologia, Vol. 1 (1), 107-128. 
-Carvalho,
J. M., Silva, S. K. da, Delboni, T. M. Z. G. F., Pais, J. M. (2013). Entre
Culturas, Pesquisas, Currículos e Cotidianos: uma conversa com José Machado
Pais. Currículo sem Fronteiras, 13 (3), 361-374. 
-Pais,
J. M. (2013). Tempos de Solidão. Sobre Cultura, 14,
xx-xx. 
-Pais,
J. M. (2012). O Fado dançado do Brasil: trânsitos culturais. Pensar a Prática, 15-1, 6-21. 
-Pais,
J. M. (2012). A esperança em gerações de futuro sombrio [Hope in generations
with a bleak future] .Estudos avançados Vol. 26, 75,
267-280. 
-Pais, J. M.
(2011). Mothers, whores and spells: Tradition and change in Portuguese
sexuality. Ethnography Vol. 12, 4, 445-465. 
-Pais,
J. M. (2011). Grupos e afiliações sociais. Revista Teias Vol.
12, 26, 247-286. 
-Pais,
J. M. (2011). Rosalume. Revista Cultura ENTRE Culturas,
4, 105-106. 
-Pais,
J. M. (2010). O ‘corre-corre' cotidiano no modo de vida urbano. Tomo, Revista do Programa de Pós-graduação em Sociologia da UFS,
16, 131-156. 
-Pais, J. M.
(2010). Is leisure studies "ethnocentric?" Other "musics",
other insights: a view from Lisbon, Portugal. World leisure journal, 3, 181-184. 
-Pais,
J. M. (2010). "Mães de Bragança" e feitiços: enredos luso-brasileiros
em torno da sexualidade. Revista de Ciências Sociais Vol.
41, 2, 9-23. 
-Pais,
J. M. (2009). Diversidade Cultural na União Europeia. Revista Observatório Itaú Cultura(OIC), 8, 173-176. 
-Pais,
J. M. (2009). A Juventude como Fase de Vida: dos Ritos de Passagem aos Ritos de
Impasse. Saúde e Sociedade Vol. 18, 3, 371-381. 
-Pais,
J. M. (2009). Culturas Juveniles: Tensiones y Contradicciones. Revista Iberoamericana de Juventud, 8, 26-31. 
-Pais,
J. M. (2009). Artes de Musicar e de Improvisar na Cultura Popular. Cadernos de Pesquisa Vol. 39, 138, 747-773. 
-Pais,
J. M. (2009). Um dia Sou Turista na minha própria cidade. Cidades - Comunidades e Territórios, 18, 29-40.
-Pais,
J. M. (2008). Jogos de máscaras e "escolas do diabo". Pensamiento Iberoamericano, 3, 229-248. 
-Pais,
J. M. (2008). Máscaras, jovens e "escolas do diabo". Revista Brasileira de Educação Vol. 13, 37, 7-21. 
-Pais,
J. M. (2007). Cotidiano e Reflexividade. Educação & Sociedade,
vol. 28, n. º 98, 23-46. 
-Pais, J. M.
(2007). The Portuguese Youth Watch Schme. An important component of Portuguese
national Youth Policy. Forum 21, European Journal on
Youth Policy, 9, 146-153. 
-Pais, J. M. (2006). The Cult
of the Dead and Leisure. World
Leisure Vol. 48, 4, 11-21. 
-Pais,
J. M. (2006). Os rostos da solidão. Revista Lusófona de Educação,
8, 157-164. 
-Pais,
J. M., Cairns, David, Pappamikail, Lia (2005-11). Jovens Europeus: um Retrato
da Diversidade. Tempo Social Vol. 17, 2,
109-140. 
-Pais,
J. M. (2005). Jovens e Cidadania. Sociologia, Problemas e
Práticas, 49, 53-70. 
-Pais,
J. M. (2004-06). Los dilemas del reconocimiento del aprendizaje informal. Revista de Estudios de Juventud, 65, 83-98. 
-Pais,
J. M. (2004-01). Los bailes de la memória: cuando el futuro es incierto -
Jovenes. Revista de Estúdios sobre Juventud, 20, 74-95. 
-Pais, J. M. (2003). The
multiple faces of the future in the labyrinth of life. Journal of Youth Studies Vol. 6, 2, 115-126. 
-Pais, J. M.
(2002-10). Questionando culturas e identidades,
utopias e fatalidades: reflexões de um sociólogo na solidão do quarto nº 514 de
um Meliá Confort. Revista Crítica de Ciências Sociais,
63, 149-173. 
-Pais,
J. M., Ferreira, V. S. (2002). Transiciones Modernizadas y Políticas de
Desvantaja: Paises Bajos, Portugal, Irlanda y Jóvenes Inmigrantes en Alemania. Revista de Estudios de Juventud, 56, 55 - 86. 
-Pais,
J. M. (2002). Transiciones modernizadas y políticas de desvantaja: Países
Bajos, Portugal, Irlanda y Jóvenes inmigrantes en Alemania. Revista de Estudios de Juventud, 56, 55-86. 
-Pais,
J. M. (2002). Laberintos de vida: paro juvenil y rutas de salida (jóvenes
portugueses). Revista de Estudios de Juventud Vol.
1, 56, 87-101. 
-Pais,
J. M. (2002). Sexualidad juvenil y cambio social: el caso de Portugal. Revista Salud Pública de México Vol. 44, 2, 2-33. 
-Pais,
J. M., Ferreira, V. S. (2001). Misleading Trajectories: Transition Dilemmas of Young
Adults in Europe.Journal of Youth Studies Vol.
4, 1, 101 - 118. 
-Pais,
J. M. (2001). Jovens arrumadores de carros: a sobrevivência nas teias da
toxicoependência. Análise SocialVol. XXXVI, 158/159,
373-398. 
-Pais,
J. M. (2000-12). Viajando o Cotidiano e seus Enigmas. Margem, 12, 185-201. 
-Pais, J. M. (2000).
Transitions and youth cultures: forms and performances. International Social Science Journal, 164, 219-232. 
-Pais,
J. M. (1999-08). Uma Europa aberta ao multiculturalismo - Atitudes dos jovens
europeus perante os imigrantes. Revista USP, 42,
34-43. 
-Pais,
J. M. (1999). A aprendizagem da História e as pedagogias participativas na
formação da consciência social dos jovens. Inovação, 12, 71-92. 
-Pais, J. M. (1998-09).
Transitions to Adult Life: the Games and the Thrills. Leisure Studies Vol.
1, 1, 2-8. 
-Pais,
J. M. (1998). Los rasgos más importantes de la sociedad europea y la situación
de los jóvenes en ella.Revista SINITE, Revista de Pedagogía Religiosa Vol.
XXXIX, 118, 211-238. 
-Pais,
J. M. (1998). A Condição Juvenil Portuguesa no virar do século: diversidades
sociais, modos de vida e consciência histórica - jovens em trajectos de
exclusão social. Revista Toxicodependências, 2,
35-44. 
-Pais,
J. M. (1998). O enigma do «fado» e a identidade luso-afro-brasileira. Ler História, 34, 33-61. 
-Pais,
J. M. (1997). "Junge Erwachsene in Europa-Nene Übergänge Zwischen Jugend
und Erwachsen-Sein" (em colaboração). Nene Praxis. Zeitschrift für Sozialarbeit,
Sozialpädagogik und Sozialpolitik Vol. 3, 97, 244-266. 
-Pais,
J. M. (1996-11). Levantamento bibliográfico de pesquisas sobre a juventude
portuguesa - tradições e mudanças (1985-1995. Sociologia, Problemas e
Práticas, 21, 179-221. 
-Pais,
J. M. (1996-11). Pesquisa bibliográfica sobre os Jovens Portugueses
(1895-1995). Sociologia, Problemas e Práticas,
21, 225-245. 
-Pais,
J. M. (1996). Das regras do método, aos métodos desregrados. Tempo Social, Revista de Sociologia da Universidade de S. Paulo Vol.
8, 1, 85-111. 
-Pais,
J. M. (1995-11). O Espaço Público da Cidade. Olhares. 45-51. 
-Pais, J. M. (1995).
Latin-american migrants in Portugal. World Leisure & Recreation Vol.
37, 3, 36-41. 
-Pais,
J. M. (1995). Sociabilités juvéniles dans des espaces urbaines: cultures
urbaines, cultures juvéniles ou cultures de classe? Espaces et Sociétés, 79, 79-92. 
-Pais,
J. M. (1995). Durkheim: das Regras do Método aos métodos desregrados. Análise Social Vol. XXX, 131-132, 239-263. 
-Pais,
J. M. (1994). Autour de la théorie de l'action sociale. Sociétés, Revue
des Sciences Humaines et Sociales, 44, 163-169. 
-Pais, J. M. (1994). Volwassen
worden in een veranderend. Jeugd en Samenleving,
9, 485-492. 
-Pais, J. M. (1993-06). Nas rotas do quotidiano. Revista Crítica de Ciências Sociais, 37, 105-115. 
-Pais, J. M.
(1993). Routes to Adulthood in a Changing Society: The Portuguese Experience. Journal of EducationVol.
8, 1, 9-15. 
-Pais,
J. M. (1993). Aventuras, desventuras e amores na ilha de Santa Maria dos
Açores. Análise Social, número em homenagem à memória do Prof. A. Sedas
Nunes Vol. XXVIII, 123-124, 1011-1041. 
-Pais, J. M.
(1992). Erwachsenwerden in einer sich wandelnden Gesellschaft: Das Beispiel
Portugals. Deutsches Jugenclinstitut Journal Diskurs,
2, 64-68. 
-Pais, J. M. (1991). The
Symbology of Leisure in Youth Rites. World Leisure & Recreation Vol.
33, 2, 22-26. 
-Pais, J. M. (1991). Emprego juvenil e mudança social: velhas teses, novos
modos de vida. Análise Social Vol. XXVII, 114,
945-987. 
-Pais,
J. M. (1990). A Construção Sociológica da Juventude - alguns contributos. Análise Social Vol. XXV, 105-106, 139-165. 
-Pais,
J. M. (1990). Lazeres e sociabilidades juvenis - um ensaio de análise
etnográfica. Análise Social Vol. XXV,
108-109, 591-644. 
-Pais,
J. M. (1988). Loisirs, Modes de Vie et Structures Sociales. World Leisure & Recreation Vol. 31, 1, 26-27. 
-Pais,
J. M. (1986). Paradigmas sociológicos na análise da vida quotidiana. Análise Social Vol. XXII, 90, 7-57. 
-Pais,
J. M. (1986). A imagem da mulher e os rituais de galanteria nos meios burgueses
do séc. XIX em Portugal.Análise Social Vol.
XXII, 92-93, 751-768. 
-Pais,
J. M. (1985). De Espanha nem bom vento, nem bom casamento: Sobre o enigma
sociológico de um provérbio português. Análise Social Vol.
XXI, 86, 229-243. 
-Pais,
J. M. (1985). Família, Sexualidade e Religão. Análise Social Vol.
XXI, 86, 345-389. 
-Pais,
J. M. (1984). Fontes documentais em sociologia da vida quotidiana. Análise Social Vol. XX, 83, 507-519. 
-Pais,
J. M. (1983). A Prostituição na Lisboa boémia dos inícios do séc. XIX. Análise Social Vol. XIX, 77-78-79, 939-960. 
-Pais,
J. M. (1979). Para a história do advento do fascismo em Portugal. Análise Social Vol. XV, 58, 393-454. 
-Pais,
J. M. (1978). O fascismo nos campos em Portugal: 'A Campanha do Trigo' (2ª
parte). Análise Social Vol. XIV, 54, 321-389. 
-Pais,
J. M. (1976). O fascismo nos campos em Portugal": 'A Campanha do Trigo'
(1ª parte). Análise Social Vol. XII, 46,
400-474. 

## Outros Formatos
- Pais, J. M. (2010). O Fado é bom Demais. Edição do ICS-UL. Lisboa: ICS-UL [vídeo]
- Pais, J. M. (2002-09). B (e) Joy. [vídeo]
- Pais, J. M. (2002-09). Aldeia de Santa Isabel. [vídeo]